# Однокласники
Однокласники (на руски: Одноклассники) е руски уебсайт, онлайн социална мрежа, собственост на ВКонтакте. В началото на 2021 г. се нарежда на 30-о място по посещаемост в света. Проектът стартира на 26 март 2006 г.
Според статистика на сайта броят на регистрираните потребители ежегодно нараства: 100 млн. (юли 2011 г.), 156 млн. (март 2012 г.), 205 млн. (януари 2013 г.), 290 млн. (2016), 330 млн. (2017). Според „Уеб Индекс Медияскоуп“ към декември 2020 г. на месец само от Русия е посетен от 45,9 млн. души.
Според проучване на Общоруския център за изследване на общественото мнение, проведено през декември 2017 г., 19% от интернет потребителите в Русия използват своя акаунт в „Однокласники“ всеки ден или почти всеки ден.